# 倉持裕
倉持 裕（くらもち ゆたか、1972年10月15日 - ）は、日本の演出家、劇作家である。本名、倉持裕之。

## 来歴
神奈川県出身で、劇団「ペンギンプルペイルパイルズ」を主宰し、クリオネに所属している。学習院大学経済学部経済学科を卒業した。
1996年、戸田昌宏、谷川昭一朗とともに演劇ユニット「プリセタ」を旗揚げした。2000年に、劇団「ペンギンプルペイルパイルズ」を旗揚げし、作・演出を手がける。2004年には「ワンマン・ ショー」で第48回岸田國士戯曲賞を受賞した。

## 主な作品

### 舞台
- 2mの魚（2000年12月、明石スタジオ）PPPP
- ワークインタイムマシン（2001年6月、ザムザ阿佐ヶ谷）PPPP
- 不満足な旅（2002年1月、OFF・OFFシアター）PPPP
- 握手をしたら指を数えろ（2002年10月、中野ザ・ポケット）PPPP
- ドリルの上の兄妹（2003年3月、THEATER/TOPS）PPPP
- SLEEPLESS（2003年7月、青山円形劇場）クリオネ・プロデュース
- ワンマン・ ショー（2003年8月、THEATER/TOPS）PPPP
- スマイル・ザ・スマッシャー（2004年4月、ザ・スズナリ）PPPP
- しかたがない穴（2004年2月、紀伊国屋サザンシアター他）AGAPE store
- バット男（2004年10月、シアターサンモール）クリオネ・プロデュース
- 246番地の雰囲気（2004年10月、三鷹市芸術文化センター）PPPP
- 機械（2005年2月、OFF・OFFシアター）PPPP
- パリアッチ（2005年7月、全労済ホールスペース・ゼロ 他）クリオネ・プロデュース
- 不満足な旅（再演）（2005年11月、ザ・スズナリ）PPPP
- 開放弦（2006年7月、パルコ劇場 他）パルコ・リコモーション
- 道子の調査（2006年8月、ザ・スズナリ）PPPP
- ワンマン・ショー（再演）（2007年6月、三軒茶屋シアタートラム 他）M&Oplaysプロデュース+PPPP
- ゆらめき（2007年10月、吉祥寺シアター）PPPP
- 舞台「空中ブランコ」（2008年4月、東京芸術劇場）アトリエ・ダンカンプロデュース
- 審判員は来なかった（2008年7月、三軒茶屋シアタートラム）PPPP
- cover（2009年7月、本多劇場）PPPP
- 謝罪の罪（2010年3月、ザ・スズナリ）PPPP
- 窓（2010年9月16日 - 26日、本多劇場）PPPP
- 現代能楽集V〜「春独丸」「俊寛さん」「愛の鼓動」（2010年11月16日 - 28日、三軒茶屋シアタートラム）
- 鎌塚氏、放り投げる（2011年5月、本多劇場 他）M&Oplaysプロデュース
- 英国王のスピーチ（2012年8月24日 - 9月9日、世田谷パブリックシアター/9月14日 - 17日、森ノ宮ピロティホール）
- 家族の基礎〜大道寺家の人々〜（2016年9月 - 10月、Bunkamuraシアターコクーン/シアタードラマシティ）M&Oplaysプロデュース [2]
- お勢登場（2017年2月 - 3月、シアタートラム 他）[3]
- 妄想歌謡劇『上を下へのジレッタ』（2017年5月 - 6月、Bunkamuraシアターコクーン、森ノ宮ピロティホール）[4]
- お勢、断行（2020年2月 - 3月、世田谷パブリックシアター 他）（公演中止）
- お勢、断行（2022年5月 - 6月、世田谷パブリックシアター 他）
- 鎌塚氏、羽を伸ばす (2022年7月 - 8月、本多劇場 他)
- 歌妖曲〜中川大志之丞変化〜 (2022年11月 - 12月、明治座 他) [5]
- SHELL（2023年11月11 - 26日、KAAT神奈川芸術劇場 / 12月9 - 10日、京都芸術劇場 春秋座）KAAT神奈川芸術劇場プロデュース　※演出：杉原邦生
- リムジン（2023年11月 - 12月、本多劇場 他）M&Oplaysプロデュース
- 帰れない男～慰留と斡旋の攻防～（2024年4月 - 5月、本多劇場 他）M&Oplaysプロデュース

### テレビドラマ
- 中学生日記（2002年、NHK）
- 13歳のハローワーク（2012年、テレビ朝日）
- 弱くても勝てます 〜青志先生とへっぽこ高校球児の野望〜（2014年、日本テレビ）
- 事件は、その周りで起きている（2022年・2024年、NHK）

### 映画
- 十二人の死にたい子どもたち（2019年、ワーナー・ブラザース映画） - 脚本
- アイ・アム まきもと（2022年9月公開予定） - 脚本

### バラエティ
- LIFE!〜人生に捧げるコント〜（2012年から、NHKBSプレミアム）
- 『恋のチムニー』（NHK「LIFE!〜人生に捧げるコント〜」劇中歌） - 作詞

### ラジオドラマ
- 博士の愛した数式（2006年、毎日放送）